# نورهای شمالی (فیلم ۲۰۰۹)
نورهای شمالی (انگلیسی: Northern Lights) یک فیلم درام تلویزیونی محصول ۲۰۰۹ آمریکا است. از بازیگران آن می‌توان به لیان رایمز و ادی سیبیران اشاره کرد.
فیلم نورهای شمالی در مهر ۱۳۹۷ از شبکه پنج صدا و سیما با دوبله پارسی پخش و سپس بر روی وب‌سایت شبکه پنج برای دانلود قرار گرفت.

## داستان
داستان فیلم در آلاسکا واقع شده است، «نیت»، به‌عنوان رییس پلیس جدید شهر کوچک «لوناسی» واقع در «آلاسکا» به آنجا می‌رود. او که پس از کشته شدن همکارش در یک درگیری با قاچاقچیان مواد مخدر خود را مقصر می‌داند ترجیح می‌دهد برای فرار از گذشته خود در این شهر دورافتاده زندگی کند! بعد از مدت زمان کوتاهی او درگیر پرونده قتل «پت گالیگان» که از اهالی «سونالی» و کوهنورد بوده، می‌شود؛ در حالی‌که پلیس ایالتی و دیگران سعی دارند مرگ «پت» را طبیعی وانمود کنند اما نیت به اصرار هگ دختر پت ماجرا پیگیری می‌کند ...